# Lepidolutzia baucis
Lepidolutzia baucis là một loài bướm đêm thuộc phân họ Arctiinae, họ Erebidae.